# Гельфанд, Борис Рувимович
Борис Рувимович Гельфа́нд (11 мая 1942 года, Ташкент, Узбекская ССР — 18 апреля 2017 года, Москва, Российская Федерация) — советский и российский реаниматолог, заведующий кафедрой анестезиологии и реаниматологии Российского государственного медицинского университета имени Н. И. Пирогова, академик РАМН (2011). Академик Российской академии наук (2013). Лауреат Государственной премии РСФСР (1990).

## Биография
В 1965 году окончил Первый Московский медицинский институт имени И. М. Сеченова.
В 1970 году защитил кандидатскую, а в 1986 году — докторскую диссертацию на тему «Септический шок», которая продолжительное время являлась одной из фундаментальных работ по диагностике и лечению хирургического сепсиса для врачей многих специальностей.
Являлся заведующим кафедрой анестезиологии и реаниматологии Российского государственного медицинского университета имени Н. И. Пирогова, по совместительству — профессором кафедры анестезиологии и реаниматологии Московской медицинской академии имени И. М. Сеченова.
В 2005 году избран членом-корреспондентом РАМН, в 2011 году — академиком РАМН. В 2013 году в результате реорганизационных процессов в рамках присоединения РАМН и РАСХН к РАН стал академиком Российской академии наук.
Скончался 18 апреля 2017 года. Похоронен в Москве на Востряковском кладбище.

## Научная деятельность
Специалист в области анестезиологии и интенсивной терапии.
Внес большой вклад в изучение вопросов сепсиса и септического шока, пионер разработки этих направлений анестезиологии и реаниматологии, создатель научной школы.
Автор более 720 научных публикаций, в том числе 36 монографий. Под его руководством защищено 18 докторских и 65 кандидатских диссертаций.
Вице-президент Российской ассоциации специалистов по хирургическим инфекциям, член президиума правления Федерации анестезиологов и реаниматологов РФ, член правления Всероссийского общества хирургов.

## Награды и звания
- Государственная премия РСФСР (1990)
- Премия Правительства Российской Федерации в области науки и техники (2002) — за разработку и внедрение в клиническую практику новых технологий диагностики и лечения хирургических гнойно-септических заболеваний и осложнений
- Премия города Москвы в области медицины (2007)
- Премия имени академика В. И. Бураковского (2009)
- Заслуженный врач Российской Федерации (1998)